# Ndjeka Mukando
Ndjeka Mukando (ur. 17 listopada 1979) – piłkarz z Demokratycznej Republiki Konga grający na pozycji pomocnika.

## Kariera klubowa
Prawie całą karierę piłkarską Mukando spędził w klubie DC Motema Pembe. W 1999 roku zadebiutował w nim w pierwszej lidze Demokratycznej Republiki Konga i grał w nim, z przerwą na występy w 2006 roku w FC Saint Eloi Lupopo, do 2008 roku. Z DC Motema Pembe wywalczył cztery tytuły mistrza kraju (1999, 2004, 2005, 2008). Zdobył Coupe du Congo (2003) i Super Coupe du Congo (2003, 2005).

## Kariera reprezentacyjna
W reprezentacji Demokratycznej Republiki Konga Mukando zadebiutował w 1999 roku. W 2000 roku rozegrał 3 mecze w Pucharze Narodów Afryki 2000: z Algierią (0:0), z Republiką Południowej Afryki (0:1) i z Gabonem (0:0).